# Simon-Michel Treuvé
Simon-Michel Treuvé, né à Noyers le 8 août 1651 et mort à Paris le 22 février 1730, est un théologien catholique français.

## Biographie
Fils d'un procureur de bailliage, il montre très jeune de grandes facilités pour l'étude. Au sortir de sa rhétorique, vers l'âge de seize ou dix-sept ans, il entre en 1668 dans la congrégation de la Doctrine chrétienne, avec l'intention de s'y fixer et professe les humanités au collège de cette congrégation à Vitry-le-François. Il en sort pourtant en 1673. Quelque temps plus tard, il est nommé par le Roi, abbé de Haute-Fontaine, dans le diocèse de Châlons-sur-Marne.
C'est à l'abbaye de Haute-Fontaine qu'il écrit son premier ouvrage, Instruction sur les dispositions qu'on doit apporter aux sacremens de Pénitence et d'Eucharistie, dédié à Mme de Longueville. L'auteur n'avait pas encore 24 ans. Après être entré dans le sacerdoce, il fait un séjour à Époisses auprès du comte de Guitaut, puis à Paris, comme aumônier de Mme de Lesdiguières, avant d'être vicaire de Saint-André-des-Arts. Il publie alors Le Directeur spirituel, pour ceux qui n'en ont point. Ce livre aura un énorme succès avec plus de cent éditions dont des traductions en anglais, allemand et néerlandais.
Bossuet, alors évêque de Meaux, le remarque, l'appelle auprès de lui, lui donne un canonicat de son église, et le choisit pour travailler au bréviaire de Meaux. Il y reste vingt-deux ans, et ce n'est que souffrant d'infirmités, qu'il regagne Paris, où il décède le 22 février 1730. Il est enterré au cimetière de Saint-Nicolas-des-Champs.
Bien qu'il ait travaillé pour Bossuet, il devient un partisan zélé de Port-Royal, et fut un des plus opposés à la Constitution Unigenitus.

## Œuvres importantes
- Instruction sur les dispositions qu'on doit apporter aux sacremens de pénitence et d'Eucharistie, 1676[1]
- Histoire de Mr Duhamel, 1690[2]
- Le directeur spirituel pour ceux qui n'en ont point. 1691[3]
- Discours de piété, où l'on trouve l'explication des mystères que l'Église honore depuis l'Ascension jusqu'au dernier jour de l'octave du Saint-Sacrement, pour servir de lecture spirituelle aux personnes qui ne peuvent entendre les instructions publiques, 1696
- Le Devoir des pasteurs en ce qui regarde l'instruction de leur peuple 1699